# Alden (månkrater)
För andra betydelser, se Alden.
Alden är en nedslagskrater som ligger på den bortre sidan av månen (den del som aldrig är vänd mot Jorden). Den ligger mellan kratern Hilbert i nord-nordväst och kratern Milne i syd-sydost. I syd-sydväst ligger kratern Scaliger. Den är uppkallad efter astronomen Harold Alden.
Alden har en låg kraterrand som i norr och nordost är övertäckt av kratern Alden C och den mindre kratern Alden E. Kraterranden är nedsliten och eroderad, särskilt längs den södra kraterväggen. Kratergolvet är något oregelbundet och gropigt. Den mindre kratern Alden V ligger innanför den norra kraterranden och sitter samman med Alden C i öster.

## Satellitkratrar
På månkartor är dessa objekt genom konvention identifierade genom att placera ut bokstaven på den sida av kraterns mittpunkt som är närmast kratern Alden.
| Alden | Latitud | Longitud | Diameter |
| ----- | ------- | -------- | -------- |
| B     | 20.5° S | 112.6° Ö | 17 km    |
| C     | 22.5° S | 111.4° Ö | 50 km    |
| E     | 23.2° S | 112.4° Ö | 28 km    |
| V     | 22.5° S | 110.1° Ö | 19 km    |